# Антонина Никејска
Света Антонина рођена је у Никеји. За веру Христову хапшена и љуто мучена. Најзад зашивена у врећу и утопљена у језеро 302. године.
Српска православна црква слави је 1. марта по црквеном, а 14. марта по грегоријанском календару.